# Titus Prifernius Paetus Rosianus Geminus
Titus Prifernius Paetus Rosianus Geminus (vollständige Namensform Titus Prifernius Sexti filius Paetus Rosianus Geminus) war ein im 1. und 2. Jahrhundert n. Chr. lebender römischer Politiker.
Das erste bekannte Amt, das Geminus bekleidete, war Quaestor im Jahr 100, als Plinius der Jüngere Suffektkonsul war; seine Quaestur wird in einem Brief des Plinius aus dem Jahr 110 erwähnt. Möglicherweise hatte er zuvor um 96/97 als Militärtribun unter Trajan (98–117) gedient, da Plinius den Kaiser an ihre gemeinsame Militärzeit (commilitium) erinnert. Danach wurde er entweder Tribunus plebis oder Aedil und, vermutlich 104, Praetor.
Aus den Plinius-Briefen geht hervor, dass er 108 in Lyon war; er hielt sich dort aber wahrscheinlich aus geschäftlichen Gründen auf und nicht als Statthalter der Provinz. Obwohl er von Plinius dem Kaiser um 110 wärmstens empfohlen wurde, scheint Geminus, aus unbekannten Gründen, für einen längeren Zeitraum keine weitere Position in der Verwaltung übernommen zu haben. Sein nächstes bekanntes Amt war um 122/123 die Statthalterschaft als Proconsul in der Provinz Achaia; dies ist durch eine Inschrift belegt. Durch Militärdiplome, die auf den 16. Juni 123 datiert sind, ist nachgewiesen, dass Geminus 123 zusammen mit Publius Metilius Secundus Suffektkonsul war.
Durch eine Inschrift, die auf 128/129 datiert ist, ist belegt, dass Geminus Statthalter (Legatus Augusti pro praetore) in der Provinz Cappadocia war. Seine letzte bekannte Position war um 140/141 die Statthalterschaft als Proconsul in der Provinz Africa, wo ihm sein Schwiegersohn Publius Pactumeius Clemens erneut als Legatus zugeteilt war, so wie zuvor bereits um 122/123 in Achaia.
Geminus war der Adoptivsohn von Titus Prifernius Paetus Settidianus Firmus, Suffektkonsul im Jahr 96, und wahrscheinlich der Sohn eines Sextus Rosius Geminus. Sein Sohn war Titus Prifernius Paetus, Suffektkonsul im Jahr 146. Geminus war mit Plinius befreundet und wird in einigen Plinius-Briefen erwähnt. Vermutlich starb er zwischen 140 und 145, da er in einer Inschrift für das Jahr 140 noch als Patron verschiedener Vereinigungen in Ostia erscheint, während er 145 nicht mehr aufgeführt ist.